# Heerlijkheid (landhuis)
Het landhuis Heerlijkheid aan de Meentweg in Naarden werd in 1910 gebouwd in opdracht van de Amsterdamse bankier G.M. den Tex.

## Geschiedenis
Op de grond waar Heerlijkheid op werd gebouwd stond het huis van de tuinman van Nieuw Valkeveen. Grond en woning waren in het bezit van de eigenaar van het landgoed Oud Bussem, Joannes van Woensel Kooy. Na diens overlijden in 1903 verkocht zijn weduwe de woning en de bijbehorende grond in 1907 aan de Amsterdamse bankier Gideon Mari den Tex en diens vrouw Anna Maria Boissevain. Zij lieten het huis verbouwen tot landhuis, volgens een plan dat werd ontworpen door Karel den Tex. Aanvankelijk werd het huis door hen als zomerhuis gebruikt. Na het overlijden van Den Tex in 1916 vestigde zijn weduwe zich in 1917 permanent in de villa, waar zij tot haar overlijden in 1924 woonde. Daarna kwam het landhuis in het bezit van professor D. van Hinloopen Labberton, rector van het nabijgelegen theosofisch lyceum.

## Reliëf

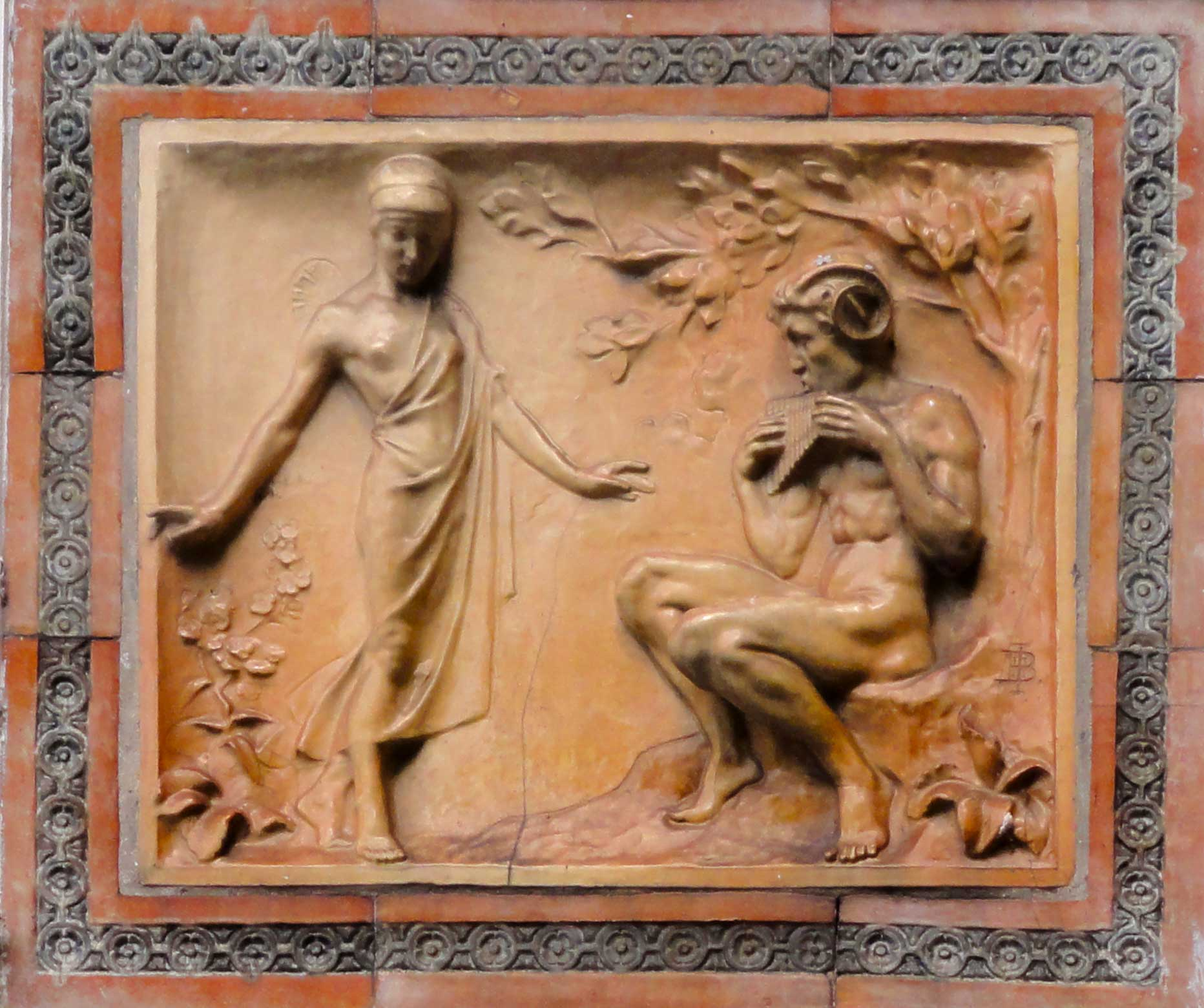
Pan en Aphrodite of Psyche (gevelreliëf Heerlijkheid)

Aan de zijgevel is een reliëf aangebracht met twee figuren, die volgens Stenvert Pan en Aphrodite voorstellen. Kooyman-van Rossum, die zich baseert op de memoires van zoon Jan den Tex, stelt echter dat het een afbeelding is van Pan en Psyche.